# Оберасбах
Оберасбах (нім. Oberasbach) — місто в Німеччині, розташоване в землі Баварія. Підпорядковується адміністративному округу Середня Франконія. Входить до складу району Фюрт.
Площа — 12,11 км2. Населення становить 17 737 ос. (станом на 31 грудня 2020).
Місто ділиться на 7 районів.